# ZIL 4104
Sous le nom de ZIL 4104, on retrouve les ZIL 115, ZIL 41041 et ZIL 41047, qui sont des limousines russes, produites par l’usine ZIL, située à Moscou. La 115, produite à partir de 1978, a été restylée en 1985 sous les noms de 41041 (berline) et de 41047 (limousine), qui resteront au catalogue jusqu'au début des années 2000 et en 2002 la production est arrêtée.

## Histoire
Les ZIL 114 et 117 sont déjà désuètes à la fin des années 1970, et leur remplaçante est présentée dès le mois de novembre 1978. Il s’agit de la ZIL 115 (type 4104), encore plus angulaire, et qui se distingue par une très voyante calandre carrée, façon Rolls-Royce. Seuls quelques dizaines d’exemplaires seront produits jusqu’en 1985, année où la 115 est restylée pour devenir 41041 (berline 5 places, 3160 kg) et 41047 (limousine 7 places, 3550 kg). Quelques cabriolets 41044 et un unique break 41042 seront également fabriqués.
Toutes ces versions sont animées par un énorme V8 de 7695 cm³ de cylindrée, développant 315 ch, pour une vitesse de pointe annoncée à 200 km/h.
À la fin des années 80, le constructeur teste une limousine 4102 à traction avant, mais le projet est abandonné.
S’appuyant notamment sur sa branche véhicules industriels, ZIL survit à la chute de l’URSS, et présente même en 2003 le prototype d’une nouvelle limousine 4112, mais le projet semble avoir été oublié.
Quant aux 41041 et 41047, elles sont toujours présentées sur le site Internet de la marque, et disponibles sur commande spéciale. Mais aucun modèle n'a été produit après 2002.
Cependant en 2009, le gouvernement russe sollicite ZIL afin qu'ils réalisent un nouveau modèle modernisé, il s'agit de la 410441. 3 exemplaires seront réalisés en 2009 afin qu'ils participent à une parade militaire pour le 65ème anniversaire de la seconde guerre mondiale. Mais le gouvernement russe n'a pas donné suite à ce projet, ce nouveau modèle ne sera jamais produit en série. Et apparemment, Il semblerait qu'un quatrième exemplaire fut réalisé en 2014.

## Galerie

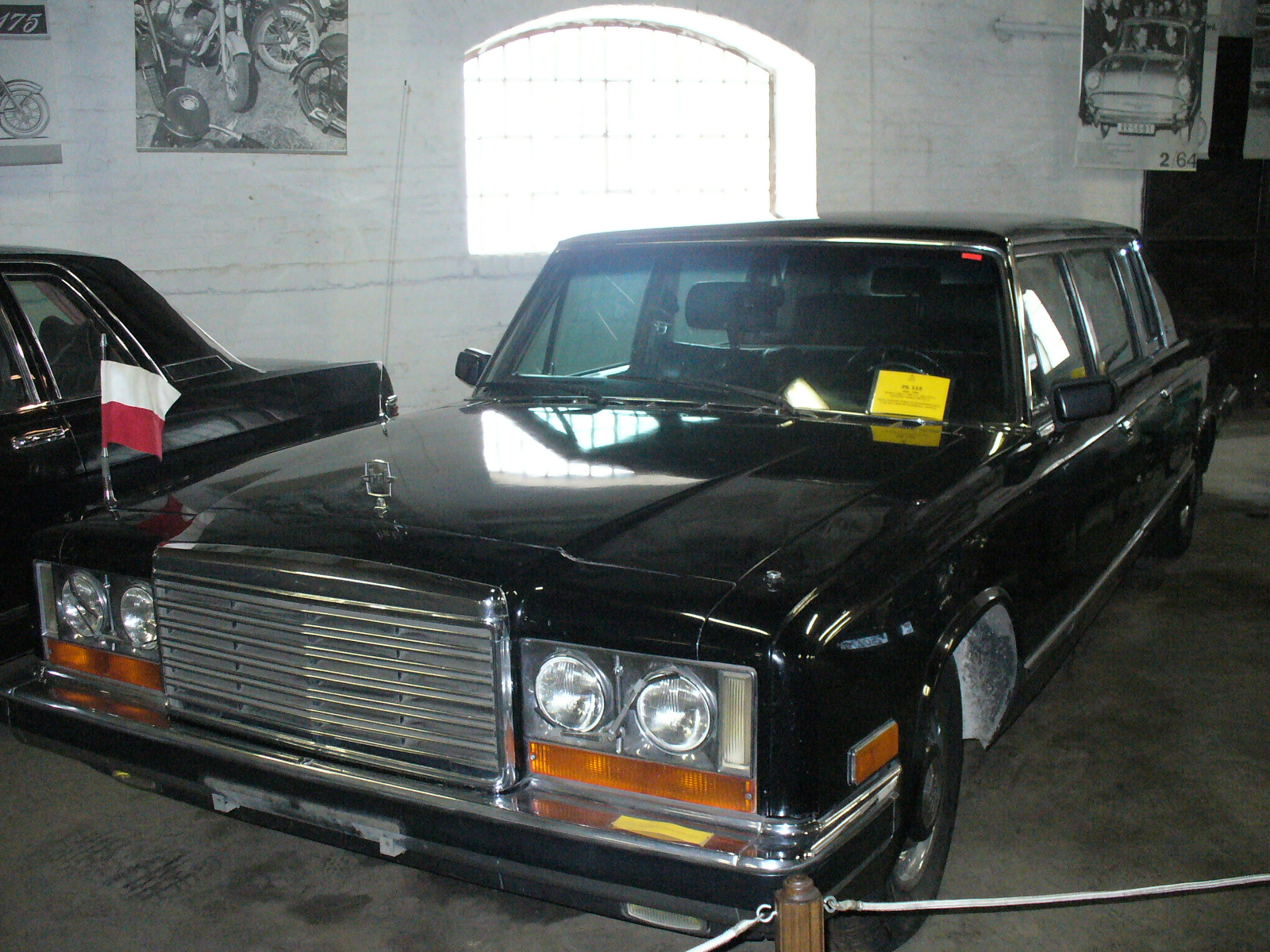
ZIL 115
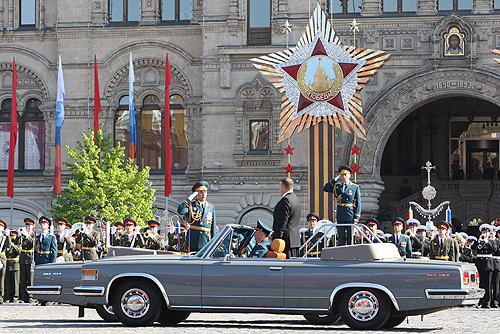
ZIL 41044

## Sources
1. ↑  (ru) « ЗИЛ-410441: самая последняя модернизация автомобиля ЗИЛ 4104 », sur CARakoom.com (consulté le 5 octobre 2024)

- Voitures des pays de l'Est, Bernard Vermeylen, E-T-A-I